# Yavi
Yavi es una localidad de la Argentina en la provincia de Jujuy, en el departamento Yavi. Fue asiento del único marquesado que se creara en el territorio de lo que sería luego la República Argentina. 
Se ubica a una altitud de 3516 m s. n. m. El 18 de febrero de 1975, la localidad de Yavi fue declarada “Lugar Histórico” mediante Decreto 370/1975.

## Historia

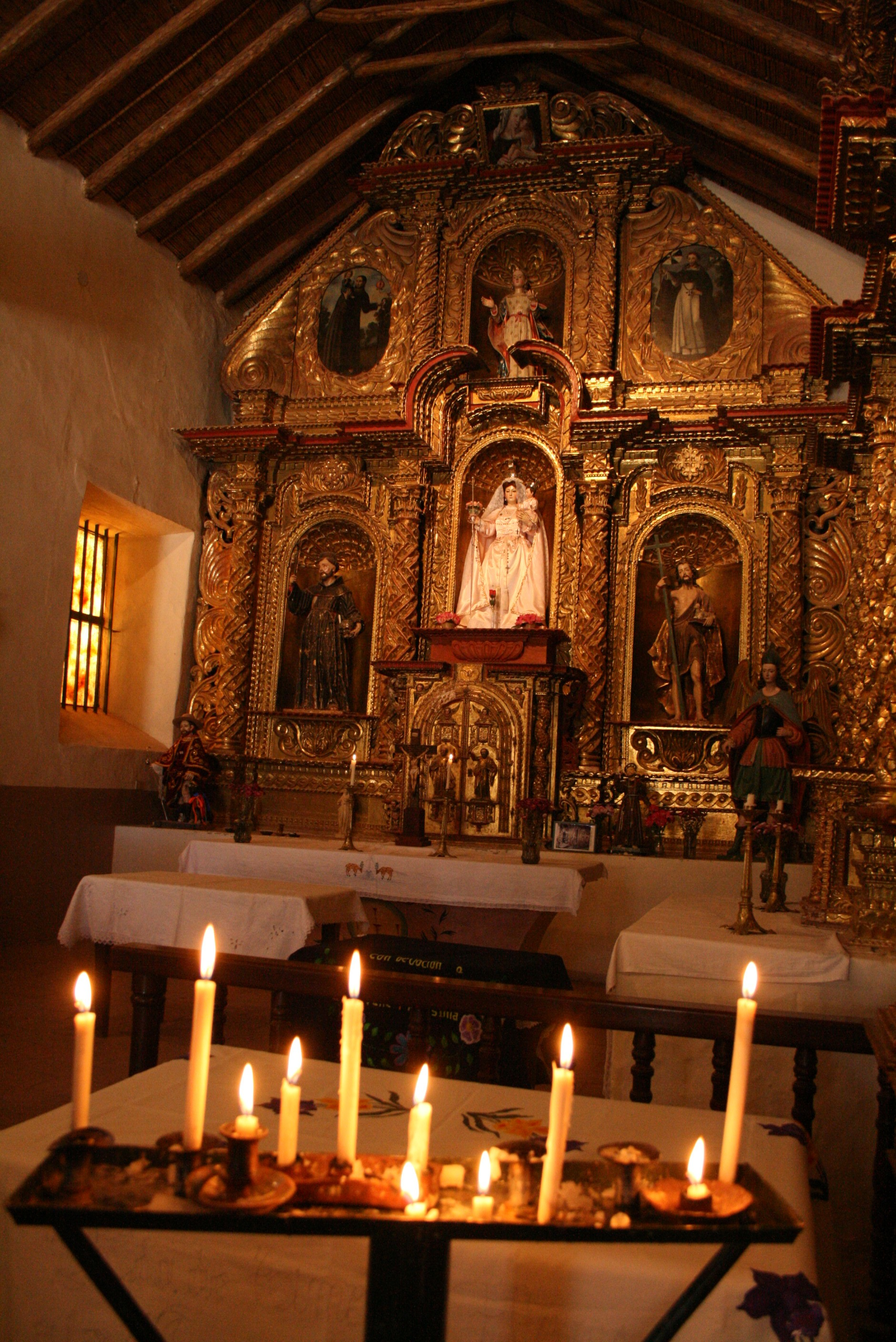
Interior de la iglesia de San Francisco de Yavi, construida por Bernardo de Ovando en 1690 y terminada por el primer Marqués del Valle de Tojo, Juan José Fernández Campero y Herrera en 1708.

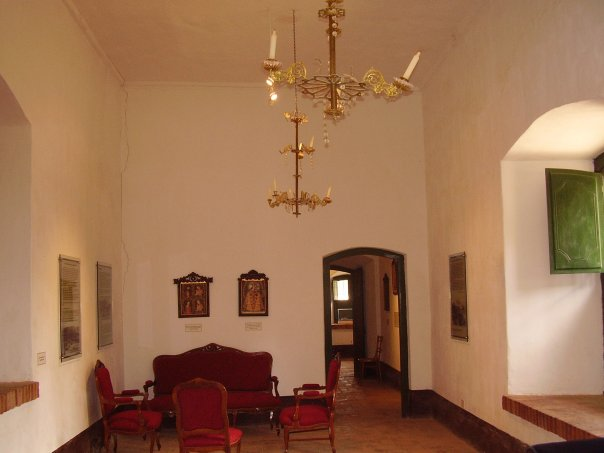
Interior de la Casa de los Marqueses de Tojo. Yavi. Jujuy.

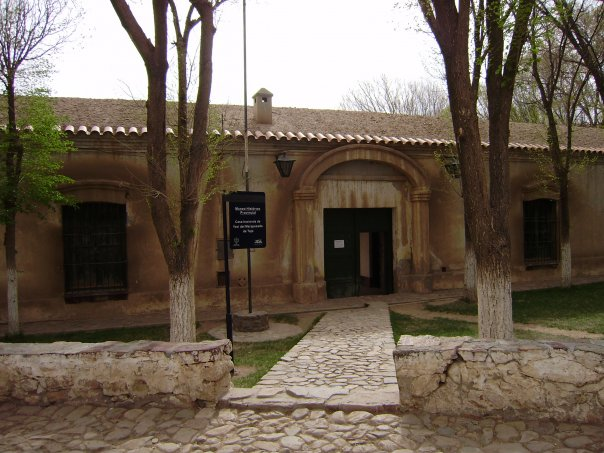
Casa-Museo de los Marqueses del Valle de Tojo. Centro administrativo del antiguo Marquesado cuyo título detentó la familia Fernández Campero.

Como asiento de una de las haciendas que integraban el Marquesado del Valle de Tojo, en el territorio de lo que sería luego la República Argentina y el sur de Bolivia, era un paso obligado para el tránsito entre el Río de la Plata y las minas del Potosí. Su importancia creció gracias al tráfico comercial y de viajeros entre el Río de la Plata y el Alto Perú a partir del establecimiento en la localidad de una de las cabeceras principales del Marquesado del Valle de Tojo, cuyo centro económico estaba orientado hacia el actual departamento de Tarija y la zona de influencia de la región minera del Altiplano.
En 1680 fue consagrada la actual Iglesia de San Francisco, cuya construcción fue iniciada por los herederos de Bernardo de Ovando. Uno de ellos, Juan José Fernández Campero de Herrera, primer Marqués del Valle del Tojo, dotó al templo de los retablos y pinturas que actualmente pueden observarse, y que fueron especialmente traídas desde el Alto Perú para esplendor del culto y la conversión de los indígenas entregados en encomienda. Durante ese período se construyó la casa principal de la hacienda, conocida actualmente como "la Casa del Marqués" que perteneció a la Familia Fernández Campero.

## Yavi durante las Guerras por la Independencia
Durante las Guerras por la Independencia fue escenario de numerosos combates. El IV Marqués del Valle del Tojo, Juan José Feliciano Alejo Fernández Campero, conocido popularmente como marqués de Yavi, se sumó a la causa libertaria en 1813 como Comandante de la Puna en la llamada Guerra gaucha del general Martín Miguel de Güemes, de quién fuera coronel mayor, hasta ser derrotado en la Invasión Grande en la Batalla de Yavi el 15 de noviembre de 1816. Tomado prisionero, el Coronel Juan José Feliciano Alejo Fernández Campero falleció como prisionero de los realistas cuando era trasladado a España, siendo enterrado en Jamaica en noviembre de 1820.
Junto con el Coronel Juan José Feliciano Fernández Campero, la población de Yavi también fue tomada prisionera y trasladada a Potosí, sin excepción de mujeres y niños, donde todos fueron ejecutados en venganza por haber seguido al Coronel Juan José Feliciano Fernández Campero en su decisión de unirse a Güemes en su lucha contra los realistas. Según los registros históricos, los realistas tomaron prisioneros a treinta seis oficiales y otros trescientos cuarenta combatientes, inclusive al coronel Juan José Quesada. Entre los prisioneros, el combatiente Diego Cala "fue inmediatamente pasado por las armas" por ser de raza indígena.
Sin embargo lo peor de la represalia lo padeció la población de Yavi, según el testimonio del teniente de la segunda compañía de los escuadrones de los Valles de San Carlos, José Remigio Plaza, brindado ante la división del teniente coronel Gregorio Aráoz de Lamadrid, el 27 de mayo de 1817:
" Cuando lo tenían en el hospital de Betlemos (Potosí) , a donde lo habían llevado para seguirle consejo de guerra y decidir su decapitación , según supo por uno de los soldados de la guardia encargada de su custodia, lo que motivó que tuviera que hacer el mayor esfuerzo para escapar...(supo) que el Día de Reyes degollaron en la Plaza de Potosí a cuarenta y tantos prisioneros de los de Yavi, y entre ellos a tres mujeres de los patriotas de aquel pueblo que tenían en el convento de Santo Domingo, cuyo incendio derribó las cuatro cuadras en contorno de dicho convento... supo por un muchacho del Marqués de Yavi, que a éste los habían puesto en capilla, pero ignora si lo pasaron por las armas."
Ante estos hechos, el General Manuel Belgrano manifestó su indignación por la suerte de los prisioneros de Yavi según una carta fechada el 3 de abril de 1817, en Tucumán, y dirigida al general Martín Miguel de Güemes, en la cual también brindaba su opinión sobre las tentativas de Güemes para intercambiar varios prisioneros realistas por su primo, Juan José Fernández Campero:
"Estoy tan lejos de canje y tan indignado contra esa canalla que los acabaría a todos. Un oficial Plaza de los Escuadrones de San Carlos que ha huido de Potosí, el 6 o 7 del pasado, declara que degollaron el día de Reyes en aquella plaza a cuarenta de los prisioneros de Yavi, y cuatro mujeres patriotas; que él iba  a Oruro con los demás cuando a dos jornadas encontraron al batallón de Fernandinos que traía más de mil prisioneros patriotas de La Paz presos, con quienes los hicieron regresar y que a Potosí llegarían poco más de doscientos, porque los fusilaban en el camino. Esto, con la orden de Ramírez para que no llegaran a Santiago ningún oficial vivo y haber muerto a cuatro en cuatro pascanas que hicieron, me confirma en mi opinión de que son unos inicuos y me conservaré en ella aunque les viese hacer milagros. Aseguro a Ud. que calificados aquellos hechos, al primero que ahorco si lo pillo es al general (La Serna)." 
Hacia 1874, la finca de Yavi, que había continuado bajo el dominio de Fernando María Campero Barragán, hijo del Coronel Juan José Feliciano Alejo Fernández Campero, fue el teatro de una rebelión de indígenas levantados contra el gobierno jujeño, quienes demandaban la entrega de parcelas, luego de que las propiedades fueran declaradas fiscales. Aunque el fallo de la Corte Suprema de Justicia de la Nación en 1877, hizo lugar a las pretensiones de la Provincia de Jujuy, Yavi y sus alrededores permanecieron en poder de la familia Figueroa Campero hasta su completa división y venta en la década de 1920.
En el año 2010 se produce la repatriación de los restos de Juan José Feliciano Fernández Campero. El viernes 9 de abril de 2010, al mediodía, se realizó una ceremonia en el atrio e interior de la Iglesia Catedral Basílica de San Salvador de Jujuy. Participaron de la formación efectivos del Ejército con banda de música, de fuerzas de seguridad provinciales, nacionales y una guardia de efectivos con uniforme histórico. Luego de invocación religiosa realizada por Monseñor Palentini se dio lectura del Acta de Constatación de ceremonia de exhumación y repatriación simbólica del coronel mayor Juan José Feliciano Campero. El jefe de la Guarnición de Ejército Jujuy, teniente coronel Carlos Quinteros, en sus palabras de despedida, efectuó un recorrido histórico de la vida del prócer resaltando los hechos más trascendentes que lo ponen en la historia nacional y provincial.
Por su parte, los patriotas yaveños sacrificados por la causa independentista recibieron su justo reconocimiento por la Provincia de Jujuy, mediante la Ley Provincial N° 5730, que instituyó el día 15 de noviembre como "Día de los Mártires de Yavi" en homenaje a los pobladores que pagaron con su vida, su entrega a la causa independentista al formar parte de los batallones organizados por el Coronel Juan José Feliciano Fernández Campero.

## Semana Santa

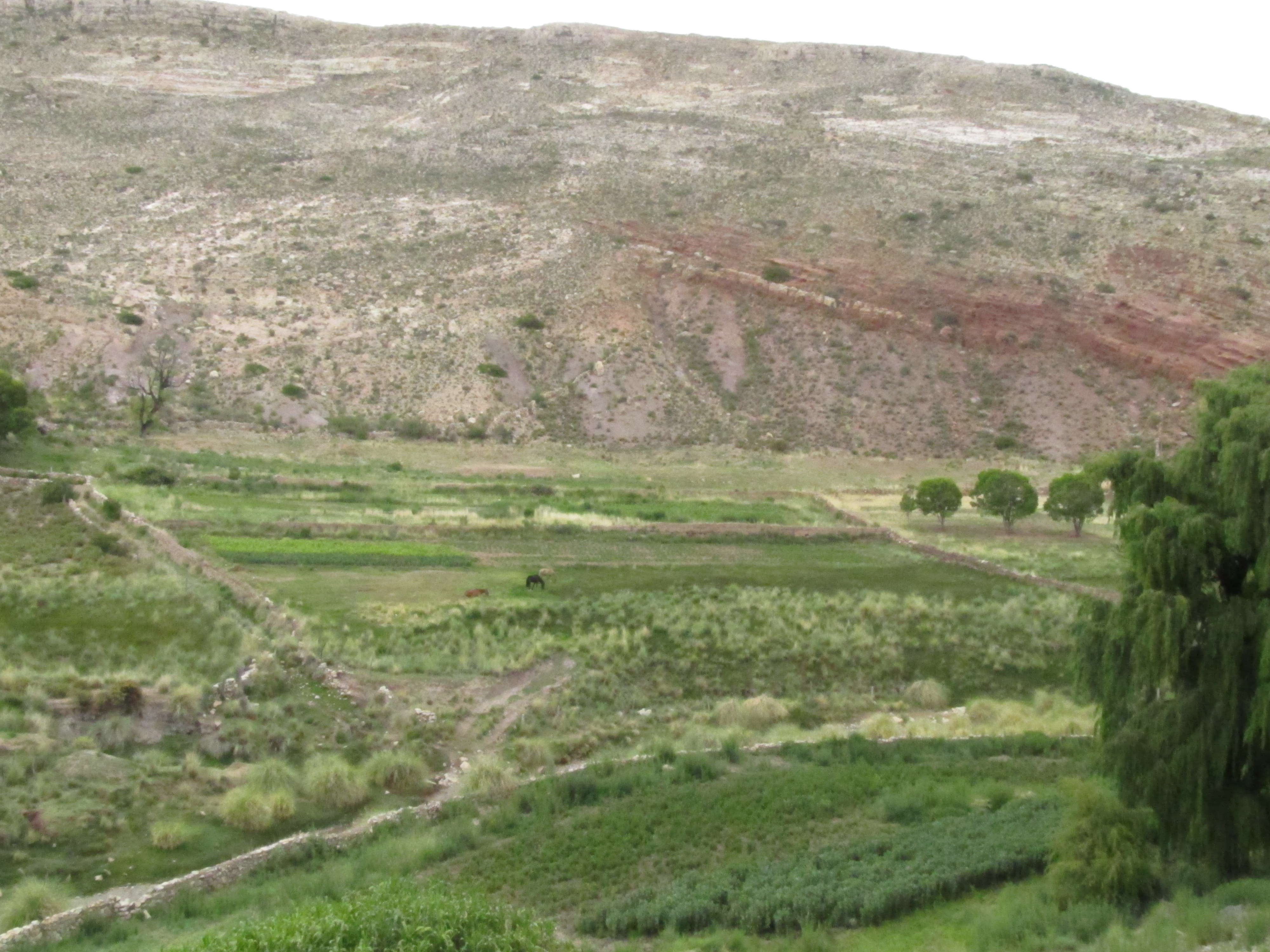
Paisaje del valle de Yavi

La Semana Santa se transculturaliza con el pueblo originario sincréticamente: los integrantes de "Las doctrinas" bajan desde los cerros, vistiendo hábitos y con antorchas y farolitos de papel, entonando cánticos religiosos, acostumbran crear coplas y canciones que adaptan a la letra de oraciones, salmos y alabanzas.

## Capilla de San Francisco

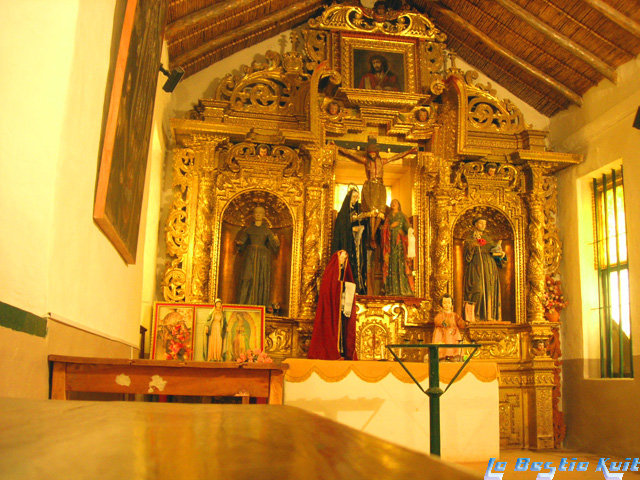
Capillas de las Ánimas o capilla funeraria de los Marqueses del Valle de Tojo, nave anexa al templo de San Francisco de Yavi.

La iglesia de Yavi actuó como capilla palatina respecto de la Casa de los Marqueses. La torre está unida al templo y su pesada figura es la edificación más alta del pueblo. El interior de la iglesia se sostiene en dos gruesos muros de adobe  que sostiene el artesonado construido con madera de cardón, atado con tientos de cuero. Sus dimensiones son 7,50 metros de alto, por 5,50 de ancho y su longitud es de 22 metros; se pasa por debajo del coro alto y largo. A la derecha de la nave se encuentra un exquisito púlpito tallado con madera dorada, y que da paso al arco que comunica con la Capilla de las Ánimas, mientras el presbiterio está presentado por un gran arco triunfal  formado por tres grandes vigas ornamentadas.
La decoración es excepcional para el edificio y el lugar geográfico: la iglesia tiene tres retablos tallados cubiertos de pan de oro, ubicándose dos en las naves del templo y uno en la Capilla de las Ánimas. Los retablos de estilo barroco peruano poseen tallas de santos en madera de un gran valor artístico, además de pinturas de origen flamenco dispuestas en forma de medallones. Las naves también poseen pinturas al caballete del maestro pintor Mateo Pizarro, datadas en el siglo XVIII. El sagrario es una pieza de arte en sí misma, ya que su interior está decorado con espejos venecianos y proyectándose la luz a través de una fina lámina de alabastro al momento de abrirse las pequeñas puertas del mismo. La fecha de su terminación es el año 1707, mientras la conclusión del templo es de 1690, según la inscripción que obra en uno de los dinteles de las puertas de acceso. La Capilla de las Ánimas fue construida en sufragio de los Marqueses de Tojo y de su familia; posee en su retablo una talla de Cristo Crucificado, acompañado por imágenes de la Virgen María y de San Juan, que constituyen un pequeño templo por derecho propio.
A los pies del altar mayor se encuentra un túnel, que los guías identifican como parte de un sistema de comunicación con la Casa de los Marqueses, aunque se supone que se trataría de una cripta para depósito de los ataúdes de los Marqueses y sus descendientes, quienes tenían el derecho eclesiástico de descansar a los pies del altar, en su carácter de fundadores y benefactores del templo. Sin embargo, hoy no existen rastros de los restos de los Marqueses del Valle de Tojo, suponiéndose que se encuentran sepultados en algún lugar oculto del templo, durante las guerras por la independencia para evitar profanaciones.
La imagen central del altar mayor, es la de la Virgen del Rosario, cuya advocación según la historia oral surgió en agradecimiento de los pobladores sobrevivientes de la Sorpresa de Yavi, y que regresaron luego de su largo cautiverio en manos de los realistas, en Potosí y en el Perú, luego de la derrota de 1816.

## Población
Cuenta con 271 habitantes (Indec, 2001) en su planta urbana, a la que se le adiciona los 43 habitantes de San José, lo que representa un descenso del 8,7% frente a los 250 habitantes (Indec, 1991) del censo anterior.

## Distancias
En un recorrido de 16 km asfaltados. La ruta provincial RP 5 une este pueblo con la cabecera del departamento La Quiaca. Yavi se encuentra a 305 km de la capital de la provincia, San Salvador de Jujuy.

## Petroglifos
Distante 5 km de la villa de Yavi, en el cerro "Los Ocho Hermanos", está la "Laguna Colorada" y con petroglifos, de figuras humanas, llamas, símbolos aborígenes, etc.

## Sismicidad
La sismicidad del área de Jujuy es frecuente y de intensidad baja, y un silencio sísmico de terremotos medios a graves cada 40 años.
- Sismo de 1863: aunque dicha actividad geológica catastrófica, ocurre desde épocas prehistóricas, el terremoto del 4 de enero de 1863 (162 años),[9] señaló un hito importante dentro de la historia de eventos sísmicos jujeños, con 6,4 Richter. Pero nada cambió extremando cuidados y/o restringiendo códigos de construcción.[8]
- Sismo de 1948: el 25 de agosto de 1948 (76 años) con 7,0 Richter, el cual destruyó edificaciones y abrió numerosas grietas en inmensas zonas[9][8]
- Sismo de 2009: el 6 de noviembre de 2009 (15 años) con 5,6 Richter

## Parroquias de la Iglesia católica en Yavi
| Prelatura territorial | Humahuaca                                          |
| --------------------- | -------------------------------------------------- |
| Parroquia             | San Francisco de Asís y Nuestra Señora del Rosario |

## Distinción de laOrganización Mundial del Turismo(OMT)
La pequeña localidad de la Puna jujeña fue postulada para participar de la nueva edición del "The Best Tourism Villages by UNWTO" (mejores pueblos para el turismo de la Organización Mundial del Turismo de las Naciones Unidas, por sus siglas en inglés).
Este reconocimiento busca premiar los valores culturales y naturales preservados y el estilo de vida rural y comunitario. El objetivo de la Organización Mundial del Turismo es ayudar a potenciar estas localidades, reducir las desigualdades regionales y luchar contra la despoblación en esas áreas.

## Videos
- Turismo Yavi en YouTube., (en español)
- Doctrinas de Yavi, Jujuy en YouTube., (en español)
- Iglesia de Yavi en YouTube., (en español)